# Hermés (Roquepertuse)

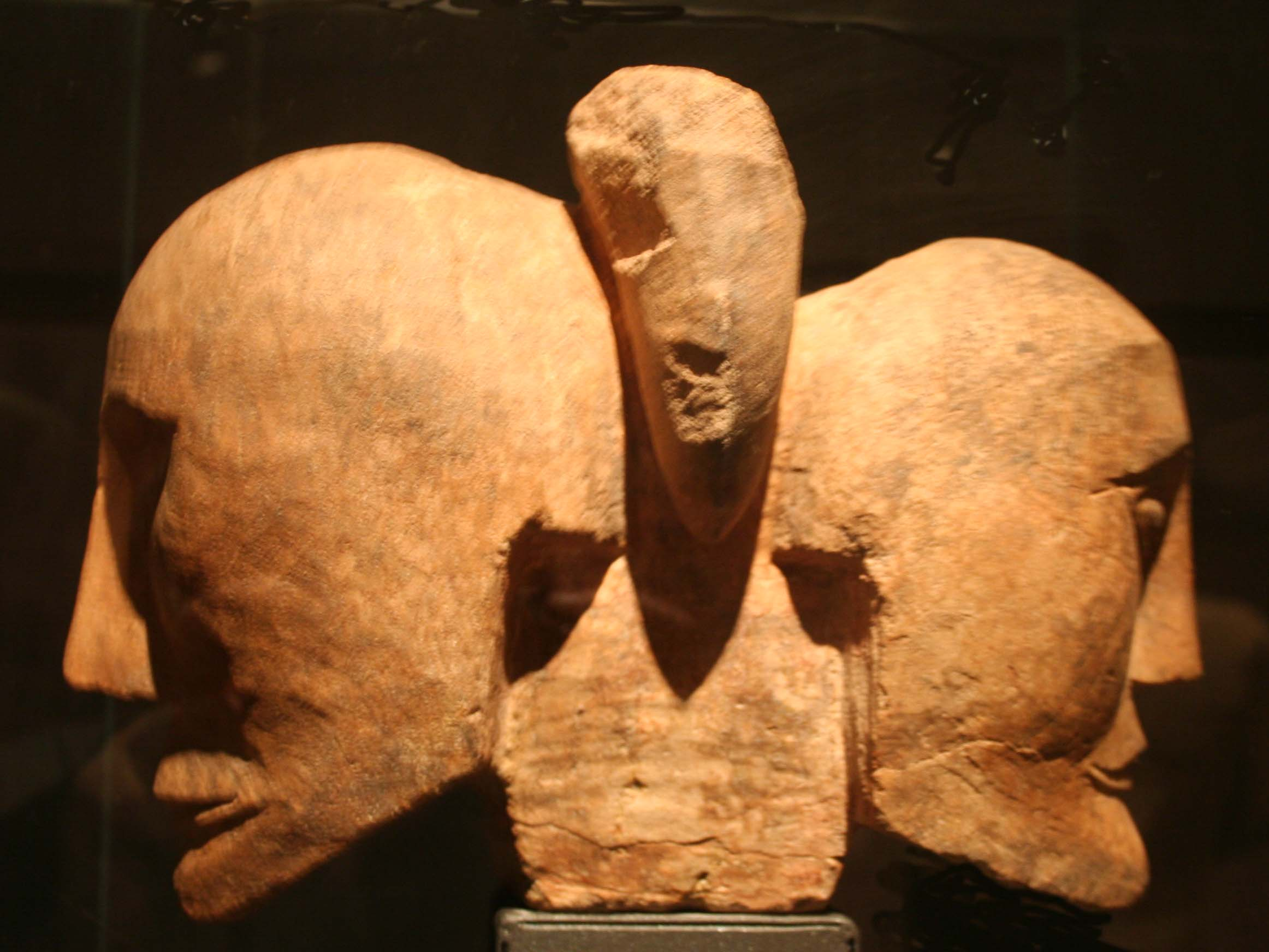
Hermés z Roquepertuse

Tak zvaný Hermés z Roquepertuse je dvoupohlavní (androgynní) soška se dvěma obličeji, vysoká asi 20 cm. Soška je keltského původu a byla nalezena roku 1923 v Roquepertuse.